# Die Frau des Priesters
Im italienischen Spielfilm Die Frau des Priesters (Originaltitel: La moglie del prete) aus dem Jahre 1970 spielen Sophia Loren und Marcello Mastroianni die Hauptrollen. Die tragikomische Commedia all’italiana wurde von Dino Risi inszeniert. Sie entstand im selben Jahr, als in Italien die Ehescheidung erlaubt wurde, und nimmt den Zölibat der Priester in der katholischen Kirche aufs Korn.

## Handlung
Vier Jahre lang war die junge Valeria aus Padua einem Mann ergeben, bis sie festgestellt hat, dass er verheiratet ist. In einem furiosen Wutanfall demoliert sie seinen Wagen. Bei sich zuhause legt sie eine ganze Schachtel Schlaftabletten zur Einnahme bereit und ruft die zufällig entdeckte Nummer eines Sorgentelefons an. Der Helfer am anderen Ende der Leitung ist der katholische Priester Don Mario. Zwar kann er sie nicht von ihren Freitodversuch abhalten, doch als sie am nächsten Tag, knapp gerettet, im Spital erwacht, ruft sie ihn an. Bei seinem Besuch verliebt sie sich in ihn.
Nun sucht sie dauernd die Nähe Marios, dem die Umwerbung durch die aufreizend gekleidete Frau in aller Öffentlichkeit Unbehagen bereitet. Der Zölibat verbietet es ihm. Nachdem er für sie unübersehbar ebenfalls Gefühle entwickelt hat, schleicht er sich von einem gemeinsamen Essen davon. Sie sucht ihn in seinem „Versteck“ in einem Priesterseminar auf, wo sie einen Kuss austauschen. Mario überwindet seine Unentschiedenheit, sie werden ein Paar. Valerias Eltern nehmen die Tatsachen mit gemischten Gefühlen auf. Mario setzt seine Hoffnungen auf eine Reform der Kirche und stellt ein Dispensgesuch, um trotz priesterlicher Tätigkeit Valeria heiraten zu können. Einen schweren Dämpfer erhält ihre Freude, als Mario seine Verlobte seiner in ärmeren Verhältnissen lebenden Familie vorstellen möchte: Die Mutter, die ihre ganzen Mühen dafür verwendet hat, dass der Sohn Priester wird und die darauf stolz gewesen ist, will ihn gar nicht mehr empfangen. Man bestellt Mario in Sache seines Gesuchs nach Rom, wohin er nach einer Weile Valeria ruft. In Rom angekommen, stellt sie fest, dass er zum Monsignore befördert und mit wichtigen Aufgaben betraut worden ist, sich in Rom installiert hat und nichts dabei findet, sich der Kirche bezüglich seines Gesuchs hinhalten zu lassen. Dass sie ein Kind von ihm erwartet, verschweigt sie ihm.

## Kritiken
Die Filmzeitschrift Positif frohlockte, die Commedia all’italiana setze mit diesem Film ihr Bestehen fort. Das Werk entziehe sich den zwei Gebieten, an denen ein geschwätziger Journalismus ihn ansiedeln wollte, und an die das Publikum den Film abgeschoben habe: der schmerzhaften Zölibatsproblematik und der bloßen komödiantischen Nummer. Das Szenario habe Witz, Risi erzählerisches Talent und der Film sei mehr als nur eine Aneinanderreihung gut gespielter Sketche; auf einer höheren Bedeutungsebene präsentiere er die Machtstrukturen innerhalb der Kirche. Spielerisch gelinge es Sophia Loren, vergessen zu lassen, dass sie ziemlich alt ist für diese Rolle, und sie erweise sich als gute Schauspielerin. Ihr stierkämpferischer Rhythmus erscheine wie eine persönliche Rache von ihr und ihrem Lebensgefährten, dem Produzenten Carlo Ponti gegen das erlittene Verbot der Ehescheidung.
In den deutschen Rezensionen gab es wenig Verständnis für Risis tragikomischen Ansatz. Der Spiegel unterstellte Risi, nicht zu wissen, was er eigentlich will und in einem „Film-Mischmasch“ unsicher zwischen Komödie, Satire, Melodrama und Tragödie zu schwanken. Er verharmlose das Thema und die beiden Schauspieler handelten fade. Ähnlich fand die ins Lexikon des Internationalen Films eingegangene Kritik den Film für eine Komödie „zu wenig erheiternd“ und für einen Beitrag zur Zölibatsdiskussion „zu oberflächlich“. Hans Greve von der Filmkritik war erstaunt „über Dino Risis altmodisch gepflegten Konfektionsstil, der – von einer fast rätselhaft planen Abbildlichkeit – irgendwie ungreifbar, ‚vollkommen‘ anmutet, wie italienische Photoromane.“ Der Film sei „harmlos glatt, putzbrav bebildert“ und mangels Tempo langweilig. Und „so dreht sich das Karusell volkstümlich italienisch; eben um das alte Motiv: wie sich – letztlich – doch alles im Kreise dreht; oder: wie man – mit Konzessionen – alles beim alten beläßt; oder: wie man – fast treu – am treusten bleibt“.